# بزرگ کننده پرگار
بزرگ‌کننده پرگار (Compass extender) وسیله ای است که به شما این امکان را می‌دهد که بتوان دوایر بزرگتری را ترسیم کنید.
به این صورت که به بازوی متحرک پرگار متصل شده و در نتیجه با افزایش طول شعاع سبب بزرگ شدن دایره ترسیمی می‌شود .